# 浅岡肇

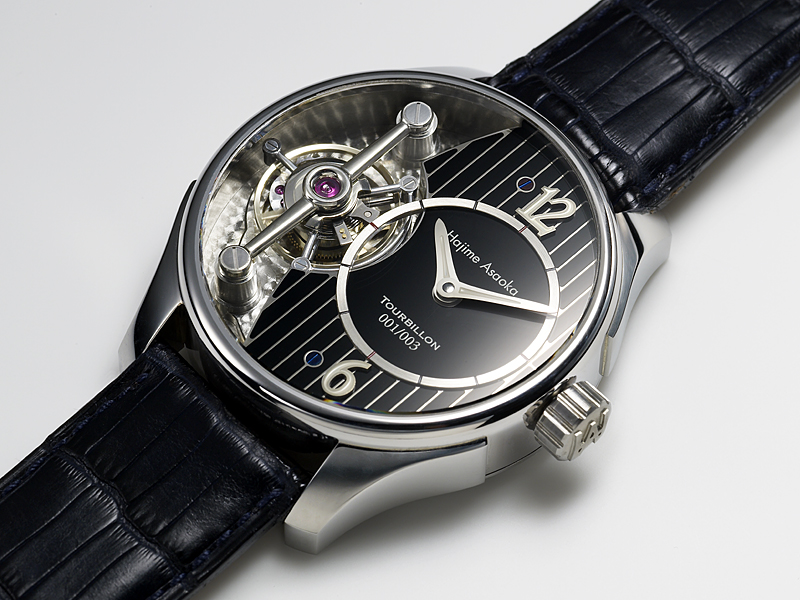
国産初のトゥールビヨン腕時計（2009年発表）

浅岡 肇（あさおか はじめ、1965年 - ）は、日本の時計師、プロダクトデザイナー。独立時計師アカデミー（AHCI）会員。現代の名工。東京時計精密創業者。
メーカーに所属せず、個人で高級機械式腕時計を製作する独立時計師で、国産初となるトゥールビヨン腕時計を発表。
浅岡自身の名を関したHAJIME ASAOKA Tokyo Japanの時計は、浅岡自身のアトリエでデザインからほぼすべての部品製造、組み立てにいたるすべての工程が行われる。年間製造本数は数本であり、顧客には王室や世界的な時計コレクターが名を連ねる。

## 略歴
1990年、東京藝術大学デザイン科卒業。その後、プロダクトデザイナーとしてキャリアを歩んだ。1990年代半ばに腕時計セレクトショップTiCTACの依頼によりModernicaとコラボレーションした時計をデザイン。浅岡初の腕時計のデザインであった。また、グラフィックデザイナーとしても活動し、ダンヒルなど多くの大手ブランドの広告のグラフィックを手がけた。
2005年、独学で時計製造を学んだ後、時計製作を開始。
2009年、国産初となるトゥールビヨン腕時計を発表（画像参照）、雑誌BRUTUSに掲載される。
2011年、2009年に発表したトゥールビヨン腕時計を改良し、時針・分針をセンターに配置したTourbillon#1を銀座・和光で発売（当時税込価格682万5000円）。これは市販用のトゥールビヨン腕時計としては国産初のモデルである。このTourbillon#1の一般発売時、「日本初の独立時計師」として紹介される。
2012年、村上隆とのコラボレーションモデルである Hajime Asaoka × Takashi Murakami TOURBILLONを発表。
2013年よりスイスのバーゼルワールドに毎年出展（ - 2019年）。同年に独立時計師アカデミーの会員候補（Candidate）となる。三針腕時計TSUNAMIを発表。ムーブメントの約半分にあたる大きさの15ミリ径（初期は16ミリ径）という大型のフリースプラングテンプが特徴のロービートモデルである。
2014年、航空・宇宙産業に携わる由紀精密、工具メーカーOSGとコラボレーションしたProject Tを発表。一部の軸受けにはルビーの代わりにボールベアリングが用いられている。トゥールビヨンキャリッジや輪列には、日本製の世界最小ボールベアリング（当時）を搭載。
2015年、独立時計師アカデミーの会員となる。TASAKIの初の腕時計コレクションであるタサキ タイムピーシーズのオデッサトゥールビヨン（当時税込価格 2,916万円）を製作。
2016年、東京時計精密設立。同年、トゥールビヨン ピュラを発表。トゥールビヨンの機能美を追求したモデルで、トゥールビヨンキャリッジはA7075ジュラルミンを削り出したものを使用。
2017年、バーゼルワールドで自身の設計によるクロノグラフを世界3本限定で発表。税込価格は1,296万円（当時）。
2018年、HAJIME ASAOKA Tokyo Japanのサブブランド（セカンドライン）として時計ブランド「CHRONO TOKYO」（クロノトウキョウ）を腕時計セレクトショップのTiCTACとのコラボレーションによりスタート。CHRONO TOKYOのコンセプトは「浅岡肇のプライベートウォッチ」であり、浅岡肇がデザインを手がけ、東京時計精密が製造する高級時計ブランドである。同年、世界巡回展「Watchmakers:The Masters of Art Horology」に参加し、ローマ、ニューヨーク、ロンドン、香港にてHAJIME ASAOKA Tokyo Japanの時計を展示。
2019年、CHRONO TOKYOの海外向けブランドとして、カタカナの「クロノ」のロゴを有するブランド「KURONO BUNKYŌ TOKYO」を開始。
2020年、KURONO BUNKYŌ TOKYOの腕時計2作品が、時計業界において「時計界のオスカー」と呼ばれるジュネーブ・ウォッチメイキング・グランプリ2020（GPHG 2020）にファイナリストとしてノミネート。ノミネートされたモデルはクロノグラフ1（クロノグラフ部門）とアニバーサリーグリーン'森:mori'（チャレンジ部門）。日本の漆を文字盤に用いたKURONO BUNKYŌ TOKYOの腕時計「グランド：茜」（価格35万円・世界限定200本）が予約開始後1分半で完売。
2021年、KURONO BUNKYŌ TOKYOの腕時計「クロノグラフ2」（価格41万8千円・世界限定500本）が予約開始後3分半で完売。
2022年、KURONO BUNKYŌ TOKYO初のイベントとして、渋谷のMIYASHITA PARKにて展示イベントを開催。KURONO BUNKYŌ TOKYOのカランドリエ Type 1がジュネーブ・ウォッチメイキング・グランプリ2022（GPHG 2022）にファイナリストとしてノミネート（チャレンジ部門）。令和4年度卓越した技能者（現代の名工）に選出される。独立時計師では初の現代の名工となった。
2023年、独立時計師アカデミーの2023年度新作展示会「マスターズ・オブ・オロロジー」（スイス、ジュネーブ）に出展。同年、ルイ・ヴィトンウォッチプライズの審査員の一人に選ばれる。PHILLIPS時計オークション（香港）にてHAJIME ASAOKA Tokyo Japanの時計が2本出品され、三針時計のTSUNAMIが1,460,500香港ドル（当時レート約2,600万円）、トゥールビヨンウォッチのProject Tが1,905,000香港ドル（当時レート約3,400万円）で落札された。

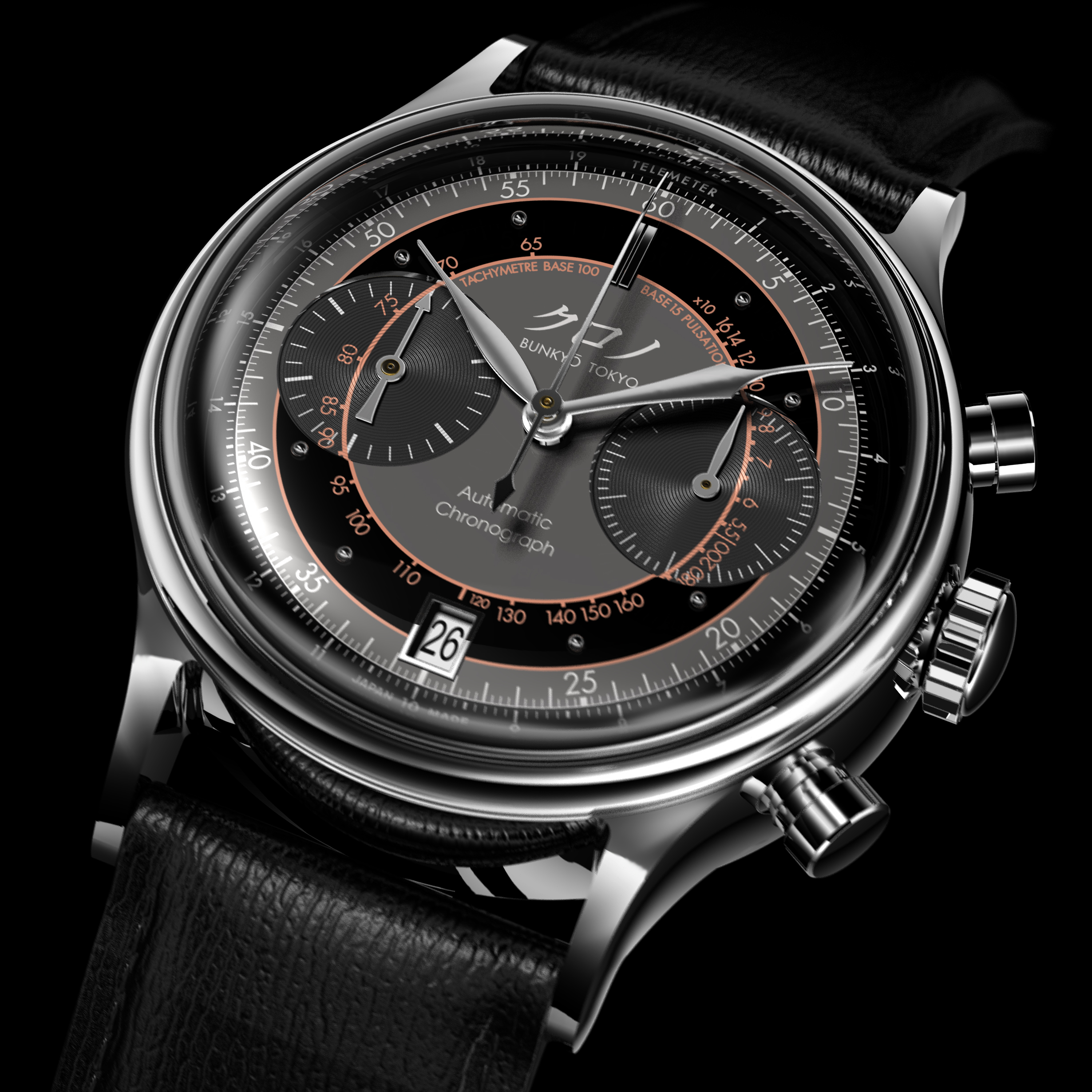
KURONO BUNKYŌ TOKYOの時計「クロノグラフ２」

2024年、リコーエレメックスからライセンス承諾を得て、1962年に断絶していたタカノブランドの復活を発表。ミヨタ製のムーブメントを調整して組み上げ、フランス・ブザンソン天文台のクロノメーター検定を通過した「シャトーヌーベル・クロノメーター」を同年に抽選販売開始予定。

## 代表モデル
1950年代から60年代の腕時計の古典的様式を再現しているのが特徴。先端の曲げられた針や、中心部から外端にかけてなだらかなカーブを描くボンベ文字盤を外観の特徴とする。また時計の心臓部であるテンプは15ミリ前後と、現行腕時計のテンプの約1.5倍〜2倍と非常に大型のものを採用している。針、文字盤、歯車など部品の製作から、時計の組立、仕上げに至るまで浅岡のアトリエで行われている。
TSUNAMI（バーゼルワールド2013発表モデル）
37ミリのケース径をもつ三針時計。浅岡が設計したムーブメントは、ムーブメント直径の約半分に及ぶ直径15ミリ（初期は16ミリ）の大型のフリースプラングテンプを搭載。ゆったりと動くテンプは「出テンプ」と呼ばれる懐中時計に見られるもので、受け (ブリッジ) の一番高いところよりもテンプを高く配置することで、裏蓋とムーブメントの間のデッドスペースを活用している。ムーブメントの地板や受け（ブリッジ）は洋銀製。TSUNAMIはユニークピースも数種類存在。
Project T（バーゼルワールド2014発表モデル）
浅岡が日本の技術力を証明するために世に送り出した作品。浅岡肇の時計製造と、航空・宇宙産業に携わる由紀精密と工具メーカーOSGによる加工技術を採用。一部の軸受けにはルビーの代わりにボールベアリングを用いることで軸の破損を減らし、耐久性を向上させている。日本製の世界最小ボールベアリング（ミネベアミツミ製）がキャリッジの中心に1個、輪列に4個使われている。トゥールビヨンを含む調速装置はモジュールとして独立した構造をしている。この構造は、軸受けにおいてルビーよりも正確な軸の位置決めが要求されるボールベアリングの使用には欠かせない構造である。
トゥールビヨン ピュラ（バーゼルワールド2016発表モデル）
トゥールビヨンの機能美を追求したモデル。トゥールビヨンキャリッジはA7075ジュラルミンを削り出したものである。A7075ジュラルミンは航空機やライフルに使用される素材で、比重の低さと耐久性を特徴としている。A7075ジュラルミンをトゥールビヨンキャリッジの素材に用いる利点として、香箱から供給されるエネルギーがトゥールビヨンキャリッジの回転に過度に配分されるのを防ぎ、振り角を高く維持できることが挙げられる。テンプにはトゥールビヨンとしては珍しいフリースプラングテンプを採用、緩急を調整してもテンプの軸が中心からずれない利点がある。「ピュラ」の名のごとく、シンプルなデザインだが、その分、針の丸みを帯びた仕上げや、面取りの施されたトゥールビヨンブリッジ、ゆがみなく仕上げられたケースなどの「高級時計のディテール」が際立っている。
クロノグラフ（バーゼルワールド2017発表モデル）
1950年代から1960年代の手巻クロノグラフを発展させたクロノグラフ。時分針はオフセットに配置し、オープンダイアルでクロノグラフの「複雑なメカがもつ美しさ」を表現。スイス製最高級クロノグラフのごく一部でのみ採用されてきたキャップ付きのコラムホイールを筆頭に、キャリングアームの水平クラッチ、ブレーキレバー、2プッシュボタン、スライディングギア等の機構を省略することなく搭載し、一つ一つの部品に高級時計の伝統的な仕上げが施されている。クロノグラフムーブメントは三針時計TSUNAMIのムーブメントをベースとし、クロノグラフモジュールが載っている。15ミリという大型のフリースプラングテンプを有し、駆動のための香箱も大型である。そのことにより水平クラッチの欠点である、クロノグラフ作動時の振り角の減少を最小限に防いでいる。
トゥールビヨン ノワール（マスターズ・オブ・オロロジー2023発表モデル）
37ミリ径のトゥールビヨン。ムーブメントは主輪列・香箱を含む地板・脱進機（キャリッジ）・裏輪列にユニット化されており、時計全体を分解することなく、各部品を取り出すことができる。例えば、針を抜くことなく、文字盤や裏輪列のみを外してメンテナンスをすることも可能である。またキャリッジは単体で調整可能にするため、時計本体のムーブメントとは別に、キャリッジ専用のベンチ台となるムーブメントも製作された。

## サブブランド（セカンドライン）
CHRONO TOKYO（クロノトウキョウ）
2018年に設立された腕時計セレクトショップTiCTACとのコラボレーションブランド。CHRONO TOKYOの時計は浅岡肇が設計・デザイン、浅岡が代表を務める東京時計精密株式会社が製造。ムーブメントには国産汎用ムーブメントが使用されている。コンセプトは「浅岡肇のプライベートウォッチ」であり、浅岡は本ブランドの時計を機械式時計の入門機と位置付けている。2018年に放映された日本のテレビドラマ「SUITS／スーツ」において撮影協力し、劇中に登場する時計会社銘の時計を製作した。
KURONO BUNKYŌ TOKYO（クロノ ブンキョウ トウキョウ）
2019年にCHRONO TOKYOの海外向けブランドとして設立。KURONO TOKYOとも表記される。カタカナの「クロノ」のロゴを基本とし、特別なモデルには「Kurono」のロゴが使われる。ブランド名の由来は浅岡肇が代表を務める東京時計精密株式会社が東京都文京区にあることから。「時計界のオスカー」にあたるジュネーブ・ウォッチメイキング・グランプリ（GPHG）に、2022年までに3度ファイナリストにノミネートされた。その内訳は、2020年にクロノグラフ1（クロノグラフ部門）とアニバーサリーグリーン'森:mori'（チャレンジ部門）、2022年にカランドリエ Type1（チャレンジ部門）である。2022年現在、クリスティーズやアンティコルムなどの世界的なオークションにおいて定価を大きく上回る高値で取引されている。

## 海外出展歴
- 2013年 - 2019年 バーゼルワールド（バーゼル（スイス））
- 2018年 Watchmakers: The Masters of Art Horology（ローマ、ニューヨーク、香港、ロンドン）[61]
- 2023年 マスターズ・オブ・オロロジー（ジュネーブ）[37]

## 家族・親族
- 曾祖父 - 浅岡一（教育者）[62]
- 大伯父 - 脇光三（特務機関員）[63]
- 従伯父 - 川喜多雄二（俳優）[64]
- 大叔父 - 江上波夫（考古学者）[65]
- 大叔父 - 江上不二夫（生化学者）[66]

## 書籍
- ジャパン・メイド トゥールビヨン 超高級機械式腕時計に挑んだ日本のモノづくり（編著）-日刊工業新聞社、2015年、ISBN  978-4526074646